# ヤエザクラ

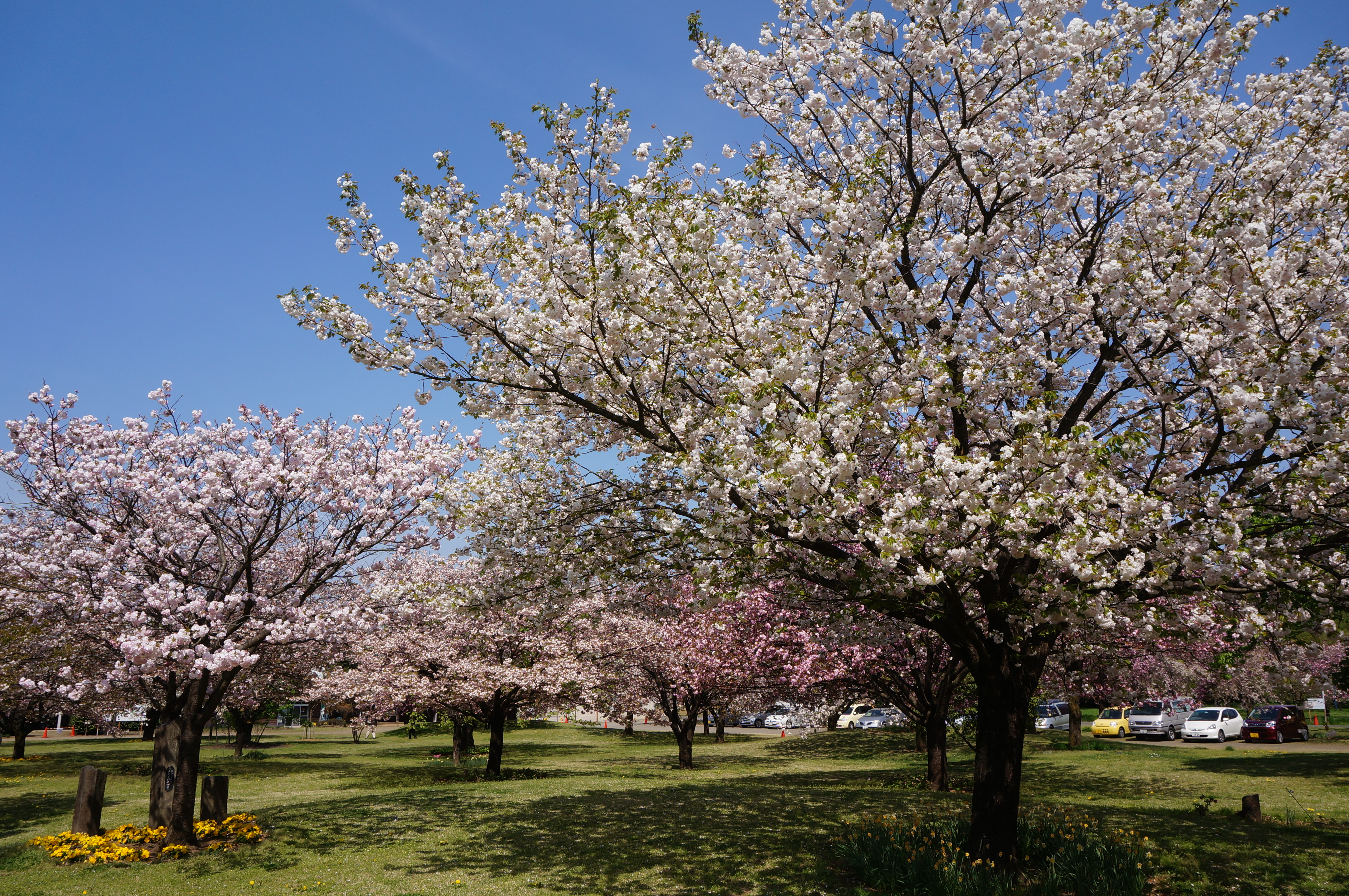
日本花の会 桜見本園の八重桜群（右イチヨウ、左フクロクジュ他）

八重桜（やえざくら）は、八重咲きになるサクラの総称。多くの品種が野生種のオオシマザクラとヤマザクラなどの種間雑種として誕生した栽培品種のサトザクラ群に属し、ボタンザクラ（牡丹桜）とも呼ばれる。

## 概要

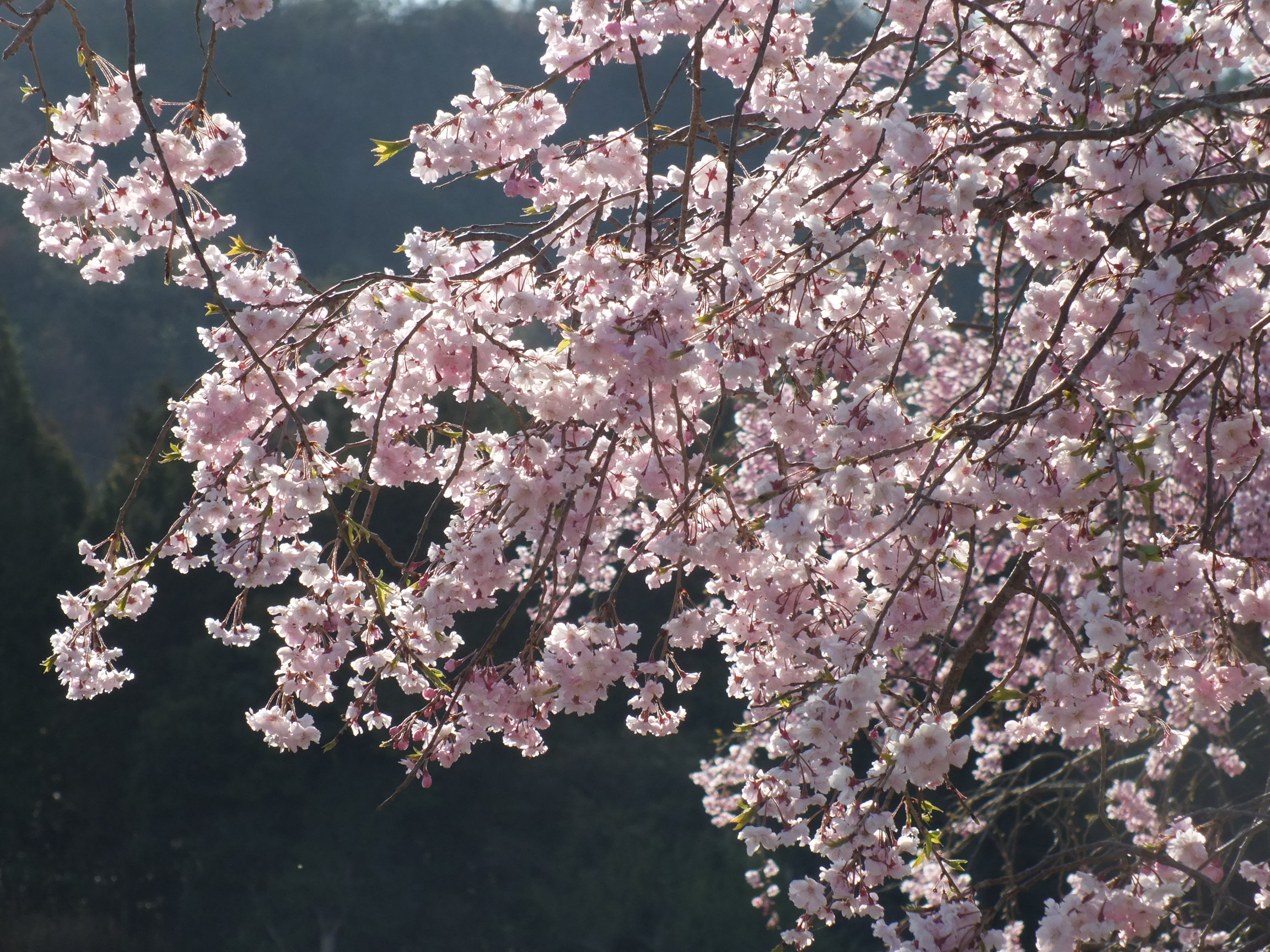
近畿では4月中旬に満開となる八重桜（玉丘史跡公園）

八重桜は一つのサクラの品種ではなく、八重咲きに花を付けるサクラの総称である。ソメイヨシノに代表される一般的な桜の花弁は5枚で、この咲き方を一重咲と呼称するのに対し、桜の場合は6枚以上の花弁を付けるものを八重咲の八重桜として区分しており、さらなる咲き方の小区分として、6枚から15枚の咲き方を半八重咲、5枚の花と6枚から10枚の花が一木中に混合している咲き方を一重・八重咲、20枚から70枚の咲き方を八重咲、100枚以上の咲き方を菊咲と区分している。さらに菊咲の咲き方は花の中から花が現れる段咲ありとなしに区分される。菊咲の桜は八重桜の他にキクザクラ（菊桜）との別称で呼称されることもある。
多くはソメイヨシノに比べて開花期が1～2週間ほど遅く、ちょうどソメイヨシノが散るのと同じ時期に開花を始める。関東や関西での見頃は4月中旬頃であり、開花から散り始めまでの期間が比較的長いのも特徴になっている。花はやや大きめで、花弁の多さから丸くふんわりとした形になるものが多い。花の中心部の1本もしくは2本の雌しべが正常な柱頭と花柱ではなく細い葉のように葉化しているため、生殖能力を失っていて結実できなくて、接ぎ木や挿し木でないと繁殖ができない品種もあり、イチヨウ、フゲンゾウ、ショウゲツなどがこれにあたる。
多くの栽培品種が作出されており、日本でとりわけ多くみられるものとしては、エドヒガンに由来するヤエベニシダレ（八重紅枝垂）、オオシマザクラ由来のサトザクラ群に属する強健さと鑑賞性の高さを特徴とするカンザン（関山）やイチヨウ（一葉）、同じくサトザクラ群で室町時代から存在していたフゲンゾウ（普賢象）などがある。特に北海道在住の浅利政俊は、松前藩の頃からあった松前町由来のマツマエハヤザキを掛け合わせるなどしてベニユタカなどの八重桜も含め100以上の桜の新品種を作出し、これらの品種は「松前系」と呼称されることもある。カンザンをはじめとするこれらの複数の品種が欧米に贈られ、現地でも公園や個人宅の庭に植えられて花見の対象となっているほか、現地でも日本の八重桜から新たな栽培品種が生み出されている。
今日、多くの八重桜の品種が見られる名所としては、北海道では松前公園、東北では日本国花苑、関東では日本花の会結城農場・桜見本園や新宿御苑、関西では「桜の通り抜け」として知られる大阪の造幣局があげられる。

## 文化面でのヤエザクラ
八重桜は古くより春の風物詩として親しまれ日本人との関わりの歴史は長い。伊勢大輔は「いにしへの 奈良の都の 八重桜 けふ九重に にほひぬるかな」と八重桜を和歌の題材に利用した。また平安時代に宮仕えをしていた女房の装束で五衣に桜色を用いることを「八重桜」と表現していた。江戸時代の江戸の年中行事について記した『東都歳時記』によれば、正月用に室咲き（温室栽培）されたものが販売されていた。
上高地には、獲物のウサギを求めて、山奥深く迷い込んでしまった狩人の伝説が残っている。狩人が帰り道を探して必死で歩き回っていると、突然蘭漫と咲いた桜が現れた。桜の木の下には美しい娘が立っていて、「帰る道を教えてあげます。その代わり明日、必ず会いに来て。」とささやきました。狩人は、夢うつつの有頂天だったが、ふと我に返ると、恐怖にぞっとし、約束は守らなかった。狩人は村から消えてしまった。数日後、散り行く桜の花びらに埋もれ、狩人の死体が見つかった。

## 画像
- ヤエベニシダレ
- カンザン
- イチヨウ
- フゲンゾウ（日本花の会 結城農場にて）
- 黄色い花が特徴のウコン（日本花の会 結城農場にて）
- 緑色の花が特徴のギョイコウ
- ベニユタカ（日本花の会 結城農場にて）
- ハナガサ（日本花の会 結城農場にて）
- マツマエハヤザキ（日本花の会 結城農場にて）
- エイゲンジ（日本花の会 結城農場にて）
- ショウゲツ（日本花の会 結城農場にて）
- シロタエ（日本花の会 結城農場にて）
- シオガマザクラ
- 楊貴妃（日本国花苑にて）
- コウカ（日本国花苑にて）
- コウカ（紅華）など10品種の八重桜の並木（日本花の会 結城農場にて）
- 結実した八重桜